# C♥C♥C
『C♥C♥C』（チュ・チュ・チュ）は、中島椿作の漫画作品。
集英社の漫画雑誌「りぼん」2006年11月号から2007年9月号まで連載された。

## 概要
学校のアルミサッシ窓に羽を挟んでしまった、1匹の蝙蝠を助けたばっかりに、その蝙蝠の飼い主である吸血鬼・ロビンに目をつけられてしまった中学1年生・小島蜜の、すさまじい日常を描いたもの。

## 主な登場人物
小島 蜜　（こじま みつ）
中学1年生だが、外見がほぼ小学生。それがコンプレックスになっている。
ロビン
吸血鬼。セクシーな外見と強引かつものすごく偉そうな性格の持ち主。
コー助　（コーすけ）
ロビンのペットの蝙蝠。外見・性格ともに愛らしい。
アレン
ロビンの兄。一見、優しそうだが凶悪な性格。

## コミックス
りぼんマスコットコミックス（集英社）から全2巻
- 第1巻（2007年3月15日）ISBN 978-4-08-856731-0
- 第2巻（2007年10月15日）